# 爾必達存儲器

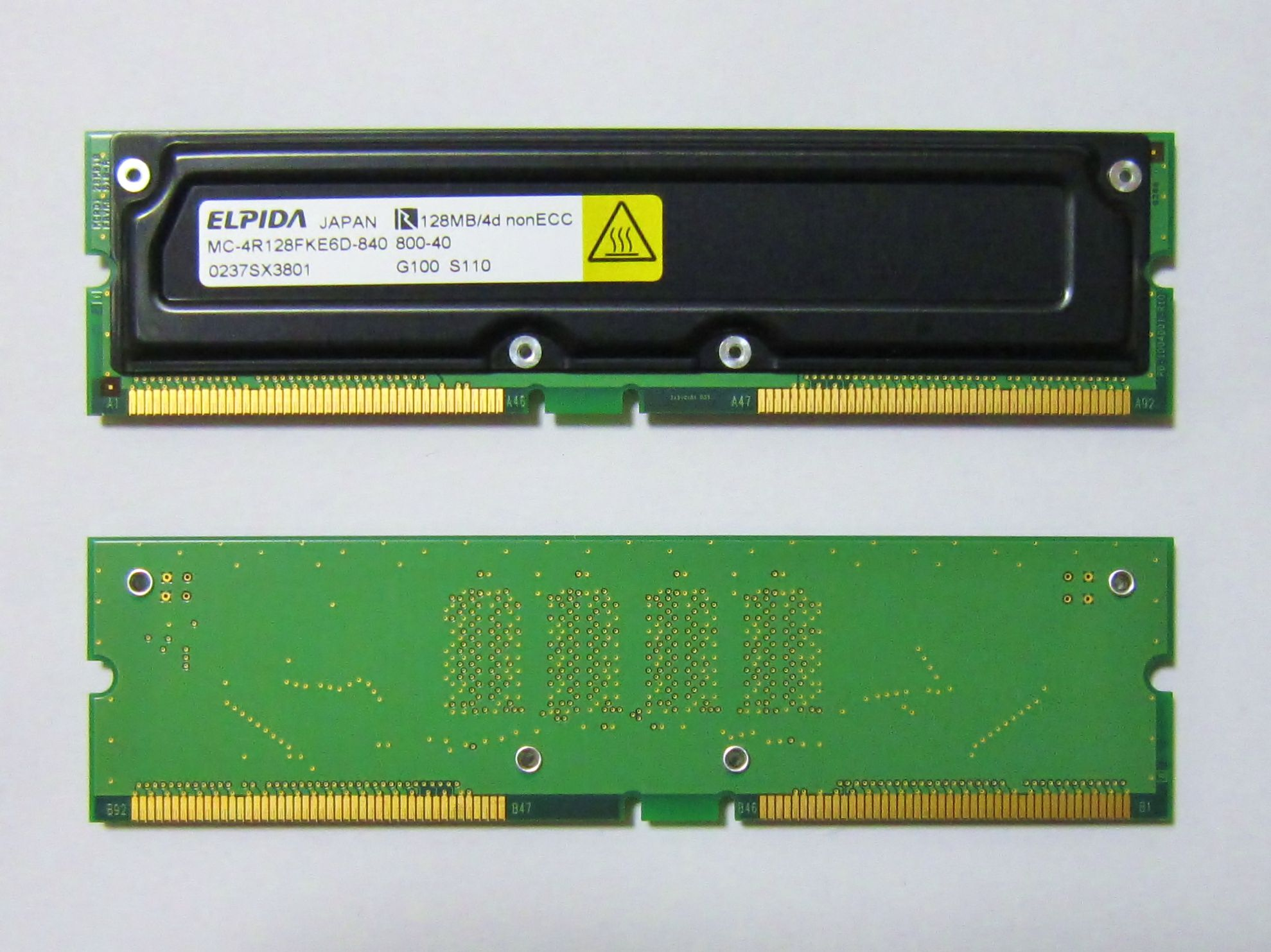
爾必達製128MB RDRAM

爾必達（英語：Elpida Memory, Inc.）是一間日本記憶體公司，成立於1999年，由日立和NEC的記憶體部門合併而成，擁有30nm製程的廣島製造廠以及在台灣的合資企業瑞晶電子。
爾必達在2012年2月破產，同年5月8日，已申请破产保护的尔必达（Elpida）公布其第二轮竞标结果，将与美光（Micron）合并。
2013年7月31日，美国美光科技宣布，已经完成20亿美元收购日本尔必达公司的交易。

## 歷史
- 1999年12月20日，NEC日立記憶體公司成立。
- 2000年5月，NEC日立記憶體改為爾必達記憶體公司。
- 2003年3月，合併了三菱電機的記憶體製造部門。
- 2003年8月，爾必達記憶體公司接受金士頓科技約60億日圓入股。
- 2004年11月，在日本東京證券交易所上市掛牌交易。
- 2006年5月，爾必達記憶體公司公佈的財報顯示爾必達年度銷售收入達到2415億日圓，全球僱員人數3196人。
- 2010年4月3日，爾必達記憶體公司接受金士頓科技185億日圓入股。
- 2010年4月22日，爾必達記憶體公司全球首發採用低功耗40nm技術的4GB DDR3 SDRAM內存顆粒，該技術相比傳統技術內存在功耗上降低達到30%，同時爾必達記憶體公司宣布將拓展Flash Nand快閃記憶體（閃存）產品。
- 2010年9月2日，爾必達記憶體公司宣布，與美國飛索半導體（Spansion）合作，研發成功全球首款電荷捕獲型4GB SLC NAND快閃記憶體（閃存），讀取速度較傳統浮動柵極型技術快閃記憶體（閃存）快一倍，寫入速度快15%。
- 2011年2月25日，爾必達在台灣證券交易所掛牌發行台灣存託憑證（代碼為916665.TW），為該交易所第一個日商公司TDR。
- 2012年2月27日，爾必達向東京地方法院申請破產保護。日本共同通讯社報導，爾必達的負債達到4810億日圓。[2]
- 2012年3月28日，爾必達在東京證券交易所摘牌。[3]
- 2012年3月28日，爾必達在台灣證券交易所掛牌發行的台灣存託憑證下市。
- 2012年5月8日，爾必達公佈其第二輪競標結果，由美光科技（Micron）收購。
- 2014年2月28日，爾必達改為美光記憶體日本（Micron Memory Japan）。

## 外部連結
- Elpida 啓示錄：被賣了，還幫忙數錢的經典案例 （页面存档备份，存于）